# Vercoiran
Vercoiran är en kommun i departementet Drôme i regionen Auvergne-Rhône-Alpes i sydöstra Frankrike. Kommunen ligger i kantonen Buis-les-Baronnies som tillhör arrondissementet Nyons. År 2022 hade Vercoiran 134 invånare.

## Befolkningsutveckling
Antalet invånare i kommunen Vercoiran
Referens:INSEE